# Zastava M72
Zastava M72 je puškomitraljez, ki je bil razvit v Jugoslaviji. Zasnovan je bil na osnovi ruskega puškomitraljeza RPK in jugoslovanske jurišne puške Zastava M70.

## Zasnova
Vloga puškomitraljeza M72 v oddelku je, da z nekoliko večjo kadenco kot jo ima avtomatska puška M70 poveča strelno moč oddelka. V primerjavi s kalašnikom M70 ima daljšo in težjo cev z dodatnimi hladilnimi rebri, ojačano zaklepišče in dvonožnik. Uporablja enake okvirje kot M70.

### Delovanje
M72 deluje na enakem principu kot vse orožje iz družine kalašnikov. Ob pritisku na sprožilec se kladivce pod silo vzmeti z veliko silo zaleti v udarno iglo. Udarna igla udari ob netilko naboja in krogla se zaradi gorenja smodnika in sproščanja smodniških plinov začne z veliko hitrostjo pomikati naprej. Ko krogla doseže majhno odprtino na vrhu cevi skozi to odprtino smodniški plini potisnejo plinski cilinder po nazaj. Ker je plinski cilinder povezan na zaklep se ob tem premiku zaklep odklene in se začne pomikati nazaj. Ko se zaklepni mehanizem (zaklep in cilinder) pomakne dovolj nazaj, se kladivce napne, prazen tulec izvrže in povratna sila, ki deluje proti vzmeti začne slabeti. Ko ta sila popolnoma poneha, začne vzmet potiskati zaklep nazaj na prvotno mesto. Ob tem se iz nabojnika v ležišče s pomočjo zaklepa vloži nov naboj in postopek se lahko ponovi.

## Različice
- M72B1 - različica s fiksnim lesenim kopitom.
- M72AB1 - različica s preklopnim kovinskim kopitom.
- Al Quds - iraška licenčna kopija.[2] Obstaja različica s fiksnim lesenim in različica s preklopnim kovinskim kopitom.

## Uporabniki
- Hrvaška
- Irak
- Jugoslavija
- Slovenija: Včasih eden glavnih puškomitraljezov Slovenske vojske, sedaj pa se uporablja za vadbo.
- Srbija[3]
- Teritorialna obramba[4]

## Galerija
- Hrvaška vojska na vajah v Sloveniji, 2015
- Iraški vojak z Al Quds puškomitraljezom, 2005
- Kup orožja, ki ga je Ameriška vojska zasegla ob napadu na Irak leta 2003. V njem so puškomitraljezi M72 in RPK.
- Iraški vojak s puškomitraljezom M72, 2005